# Zwartrughavik
De zwartrughavik (Tachyspiza melanochlamys) is een roofvogel uit de familie van de havikachtigen (Accipitridae).

## Verspreiding en leefgebied
Deze monotypische soort is endemisch in Nieuw-Guinea en leeft daar in bergachtige gebieden.

## Status
De grootte van de populatie is in 2001 geschat op 1000-10.000 individuen en er wordt aangenomen dat dit aantal stabiel is. Op de Rode lijst van de IUCN heeft deze soort de status niet bedreigd.